# Saint-Martin (Friburgo)
Saint-Martin (toponimo francese) è un comune svizzero di 1 007 abitanti del Canton Friburgo, nel distretto della Veveyse.

## Storia
Il 1º gennaio 2004 Saint-Martin ha inglobato i comuni soppressi di Besencens e Fiaugères.

## Monumenti e luoghi d'interesse

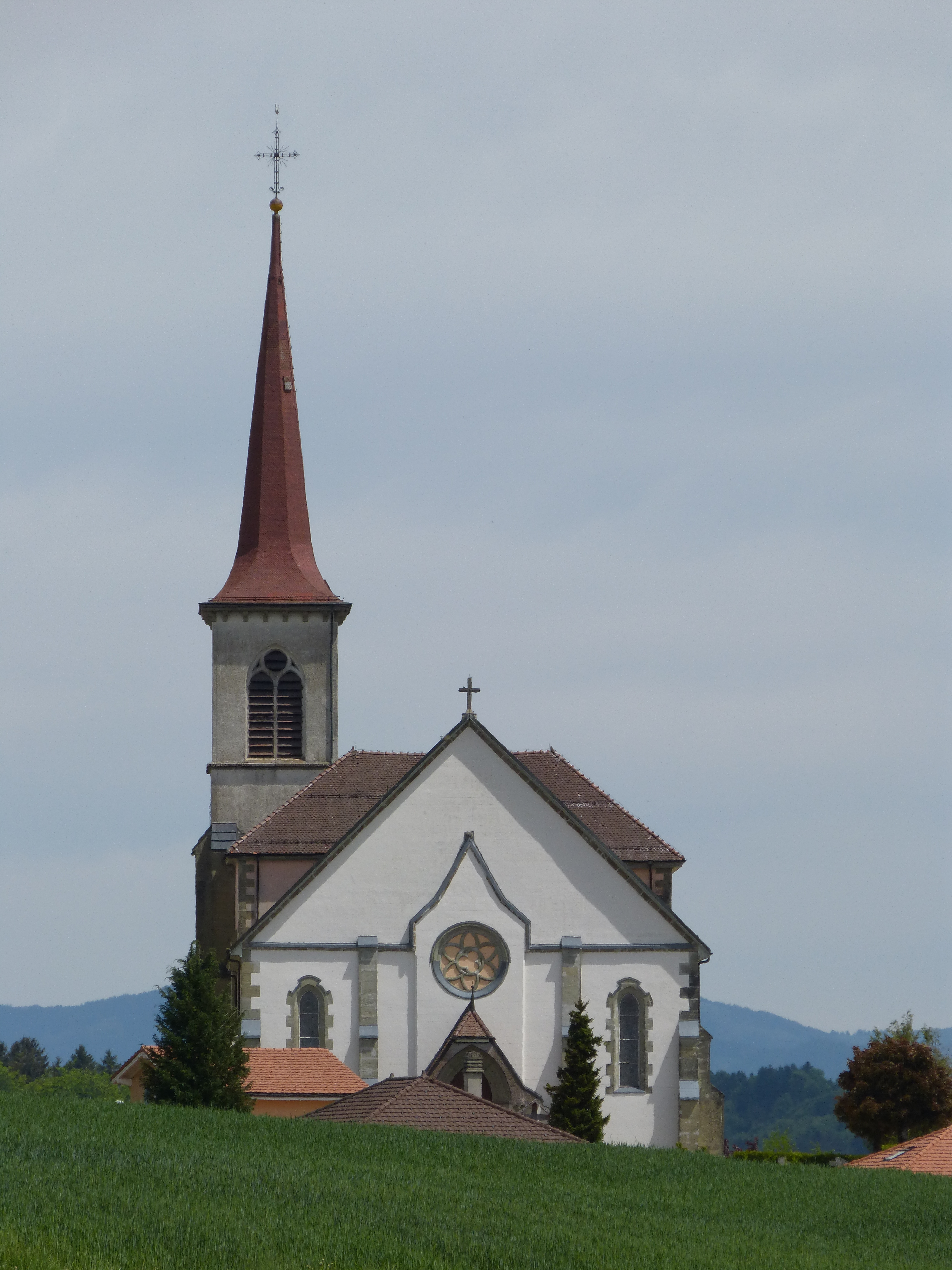
La chiesa cattolica di San Martino

- Chiesa cattolica di San Martino, ricostruita nel 1859[1];
- Cappella cattolica di San Nicola di Flüe in località Le Jordil, eretta nel 1949[1].

## Società

### Evoluzione demografica
L'evoluzione demografica è riportata nella seguente tabella:
Abitanti censiti

## Geografia antropica
Le frazioni di Saint-Martin sono:
- Au Clos[senza fonte]
- Besencens[4]
- Fiaugères[5]
- La Jailla[senza fonte]
- Le Jordil
- Villard[senza fonte]

## Amministrazione
Ogni famiglia originaria del luogo fa parte del comune patriziale che ha la responsabilità della manutenzione di ogni bene comune.